# Hongaarse spraakklanken
De Hongaarse spraakklanken, waarbij het gaat om de kleinste (betekenisloze) onderdelen van het  gesproken Hongaars, vertonen een aantal fonologische kenmerken met betrekking tot de klemtoon en de intonatie, de aard van de medeklinkers en van de klinkers.
De klemtoon (woordaccent) van alleenstaande woorden, ook van de lange woorden en van leenwoorden, ligt op de eerste lettergreep en wordt nooit aangegeven.
De intonatie bij gewone zinnen is gewoonlijk geleidelijk dalend. Een specifieke intonatie komt voor bij beslissingsvragen (ja/nee-vragen): ze hebben een weinig dalende intonatie, met een stijging bij de voorlaatste lettergreep en dan weer een daling. Ontbreekt deze intonatie, dan wordt de zin gewoonlijk niet als vraag opgevat.
Zowel de klinkers als de medeklinkers komen in een korte en in een lange vorm voor. Lange klinkers hebben als diakritisch teken een enkel of een dubbel accenteken en lange medeklinkers worden dubbel geschreven. De lange klinkers, en ook de lange medeklinkers worden lang aangehouden. Stomme klinkers (zoals in het Nederlandse woordje "de") komen niet voor in het Hongaars. 
Voorbeeld van de lange klinkers: á, é, í, ó, ő, ú, ű.
De Hongaarse klinkers kunnen worden ingedeeld naar tongstand en naar lip- of klinkerronding, die van groot belang zijn voor de toepassing van de regels van de klinkerharmonie, zoals bij het toevoegen van uitgangen achter de woorden. Naar tongstand onderscheid men de achterklinkers (a, á, o, ó, u, ú) en voorklinkers; en deze laatste worden naar klinkerronding onderverdeeld in geronde (ö, ő, ü, ű) en ongeronde klinkers (e, é, i, í).
Het Hongaarse alfabet heeft 44 grafemen, inclusief di- en trigrafen, die vrijwel alle Hongaarse klanken (fonemen) weergeven: het Hongaars wordt vrijwel fonetisch geschreven. Grafemen komen min of meer overeen met wat gewoonlijk een letter wordt genoemd.
Voorbeelden van di- en trigrafen: cs, dzs, gy, ly, sz, zs en de lange varianten: ccs, ddzs, ggy, lly, ssz.
Naast de spraakklanken die in het schrift worden weergegeven, zijn er ook aanpassingen van de klank, die afhangt van de omgeving van deze klanken.

## Klemtoon en intonatie
De klemtoon (woordaccent) ligt op de eerste lettergreep bij alleenstaande woorden, ook de bij lange woorden en bij leenwoorden. Dit woordaccent wordt niet aangegeven. Eventueel is er bij lange woorden een licht nevenaccent.
In zinnen kan de klemtoon van sommige woorden wegvallen door het in de uitspraak samenvoegen van woorden.
Een voorbeeld is: Jó napot! = Goede dag!, wat wordt als één woord uitgesproken: "jónapot".
| Intonatie        |              |
| gewone zin       | ————— .      |
| beslissingsvraag | ———————/\- ? |

De gewone (stellende) zinnen hebben gewoonlijk een geleidelijk dalende intonatie. De intonatie van beslissingsvragen (ja/nee-vragen) wijkt af van die van de overige zinnen. Beslissingsvragen hebben vaak een weinig dalende intonatie, met een stijging bij de voorlaatste lettergreep. Dit geldt voor zover de zin meer dan twee lettergrepen telt, maar ook de korte beslissingsvragen en beslissingsvragen die uit samengestelde zinnen bestaan hebben een afwijkende, specifieke intonatie. Ontbreekt deze intonatie, dan wordt de zin gewoonlijk niet als vraag opgevat.
Overige vraagzinnen en stellende zinnen hebben over het algemeen een dalende intonatie: de vraagzinnen met een vraagwoord hebben echter geen afwijkende intonatie.

## Uitspraak klinkers
De Hongaarse klinkers kunnen worden ingedeeld volgens tongstand, ronding, lengte en openheid.
| De drie klinkertypen bij de klinkerharmonie |                              |                              |
| lipronding, klinkerronding                  | tongstand, articulatieplaats | tongstand, articulatieplaats |
| lipronding, klinkerronding                  | achterklinker                | voorklinker                  |
| zonder ronding                              | a, á                         | e, é, i, í                   |
| met ronding                                 | o, ó, u, ú                   | ö, ő, ü, ű                   |

De indeling naar tongstand en naar lipronding zijn van groot belang voor de klinkerharmonie, met name voor de keuze van de achtervoegsels die achter woorden geplaatst kunnen worden.

### Tongstand
De indeling naar tongstand  bij de vorming van de klinkers heeft betrekking op de plaats in de mond van de articulatie van de klinkers:
- achterklinkers, achter in de mond gevormd of velair worden geschreven als: a, á, o, ó, u, ú
- voorklinkers, voor in de mond gevormd of palataal worden geschreven als: e, é, i, í, ö, ő, ü, ű

### Klinker- of lipronding
Bij de indeling naar klinker- of lipronding gaat het om de mate waarin de lippen zich tijdens de vorming van klinkers in een geronde stand bevinden:
- klinkers zonder lipronding worden geschreven als: á, e, é, i, í
- klinkers met lipronding worden geschreven als: a, o, ó, u, ú, ö, ő, ü, ű

### Klinkerlengte en openheid
De indeling naar klinkerlengte en naar openheid zijn verder van belang bij de uitspraak van de klinkers. Er zijn de korte van de lange klinkers te onderscheiden, wat te zien is aan de diakritische tekens als de enkele of dubbele streepjes boven de letters, zoals á, é, í, ó, ő, ú en ű. Omdat alleen de eerste lettergreep beklemtoond is, heeft de aan- of afwezigheid van deze streepjes boven de klinkers geen betekenis in verband met beklemtoning van lettergrepen. Bij de klinkerparen a ↔ á en e ↔ é is er niet alleen een verschil in lengte van de klinkers, maar ook een verschil in de klank. De á en e hebben een meer open uitspraak, de a en é zijn half gesloten. Stomme klinkers en halflange klinkers komen niet voor.

#### Klinkerlengte
De indeling naar lengte (duur)van de klinkers gaat om het onderscheid tussen korte en lange klinkers, waarbij lange klinkers dubbel zo lang worden aangehouden als de korte:
- korte klinkers worden geschreven als: a, e, i, o, ö, u, ü
- lange klinkers worden geschreven als: á, é, í, ó, ő, ú, ű

#### Openheid
Bij de indeling naar openheid van de klinkers onderscheidt men
- open klinkers worden geschreven als: á, e
- halfgesloten klinkers worden geschreven als: a, é, o, ó, ö, ő
- gesloten klinkers worden geschreven als: i, í, u, ú, ü, ű

| Uitspraak van de Hongaarse klinkers volgens het standaard Hongaars | Uitspraak van de Hongaarse klinkers volgens het standaard Hongaars | Uitspraak van de Hongaarse klinkers volgens het standaard Hongaars | Uitspraak van de Hongaarse klinkers volgens het standaard Hongaars | Uitspraak van de Hongaarse klinkers volgens het standaard Hongaars | Uitspraak van de Hongaarse klinkers volgens het standaard Hongaars | Uitspraak van de Hongaarse klinkers volgens het standaard Hongaars                   |
| foneem (IPA)                                                       | Hongaarse letter                                                   | Naam                                                               | Complementaire allofonen (IPA)                                     | Vergelijk uitspraak                                                | Opmerkingen | Voorbeelden                                                                          |
| ------------------------------------------------------------------ | ------------------------------------------------------------------ | ------------------------------------------------------------------ | ------------------------------------------------------------------ | ------------------------------------------------------------------ | --- | ------------------------------------------------------------------------------------ |
| /ɒ/ⓘ                                                               | A                                                                  | a                                                                  |                                                                    | (fy) : "dat" (en) : bod, call                                      | [ɑ̝̹] beschrijft het misschien beter (hoger, meer afgerond; teken wordt hier te lang uitgesproken. Zeker niet [ɔ] |                                                                                      |
| /aː/ⓘ                                                              | Á                                                                  | á                                                                  |                                                                    | daar, kaal                                                         | |                                                                                      |
| /ɛ/ⓘ                                                               | E                                                                  | e                                                                  |                                                                    | bed, elk                                                           | |                                                                                      |
| /eː/ⓘ                                                              | É                                                                  | é                                                                  |                                                                    | eer, geel                                                          | |                                                                                      |
| /i/                                                                | I                                                                  | i                                                                  |                                                                    | ieder, biet (niet als bit)                                         | hetzelfde uitgesproken als Í, alleen kort |                                                                                      |
| /i/                                                                | (Y)                                                                | ipszilon                                                           |                                                                    |                                                                    | tegenwoordig wordt de Y niet meer apart uitgesproken maar is deel van een digraaf (zoals ly, ny, ty); in leenwoorden gewoonlijk uitgesproken als /i/ of /j/. Komt vaak voor in oude Hongaarse aristocratische achternamen waar het staat voor /i/ of /ʲi/ | Báthory [baːtori] Batthyány [bɑcːaːɲi] of [bɑcːaːni] (n+y ∼ /n/+/ʲi/ ∼ /nʲi/ ∼ /ɲi/) |
| /iː/ⓘ                                                              | Í                                                                  | í                                                                  |                                                                    | bier                                                               | klinkerlengte is in het Hongaars fonemisch onderscheidend | irt = hij ruimt op ↔ írt = hij schreef                                               |
| /o/                                                                | O                                                                  | o                                                                  |                                                                    | rol                                                                | een kortere, meer open variant van Ó | minimaal paar /o/: kor = leeftijd ↔ kór = ziekte                                     |
| /oː/ⓘ                                                              | Ó                                                                  | ó                                                                  |                                                                    | zool, koor                                                         | | minimaal paar /o/: kor = leeftijd ↔ kór = ziekte                                     |
| /ø/                                                                | Ö                                                                  | ö                                                                  |                                                                    | hut                                                                | een kortere, meer open variant van Ő | minimaal paar /ø/: öt = vijf ↔ őt = hem/haar                                         |
| /øː/                                                               | Ő                                                                  | ő                                                                  |                                                                    | deur                                                               | | minimaal paar /ø/: öt = vijf ↔ őt = hem/haar                                         |
| /u/                                                                | U                                                                  | u                                                                  |                                                                    | boete                                                              | | minimaal paar van /u/: hurok = loop ↔ húrok = snaren                                 |
| /uː/ⓘ                                                              | Ú                                                                  | ú                                                                  |                                                                    | zwoerd                                                             | | minimaal paar van /u/: hurok = loop ↔ húrok = snaren                                 |
| /y/                                                                | Ü                                                                  | ü                                                                  |                                                                    | student                                                            | een kortere, meer open variant van ű |                                                                                      |
| /yː/ⓘ                                                              | Ű                                                                  | ű                                                                  |                                                                    | duur                                                               | |                                                                                      |

## Uitspraak medeklinkers
| Hongaarse stemhebbende medeklinkers en stemloze pendanten | Hongaarse stemhebbende medeklinkers en stemloze pendanten | Hongaarse stemhebbende medeklinkers en stemloze pendanten | Hongaarse stemhebbende medeklinkers en stemloze pendanten | Hongaarse stemhebbende medeklinkers en stemloze pendanten | Hongaarse stemhebbende medeklinkers en stemloze pendanten |
| Stemhebbend                                               | Stemhebbend                                               | Stemloze pendant                                          | Stemloze pendant                                          | Voorbeelden                                               | Voorbeelden                                               |
| Medeklinker                                               | Grafeem                                                   | Medeklinker                                               | Grafeem                                                   | Voorbeelden                                               | Voorbeelden                                               |
| --------------------------------------------------------- | --------------------------------------------------------- | --------------------------------------------------------- | --------------------------------------------------------- | --------------------------------------------------------- | --------------------------------------------------------- |
| /b/ ~ b                                                   | b                                                         | /p/ ~ p                                                   | p                                                         | Budapest                                                  | Pécs                                                      |
| /d/ ~ d                                                   | d                                                         | /t/ ~ t                                                   | t                                                         | Debrecen                                                  | Tata                                                      |
| /dz/ ~ dz                                                 | dz                                                        | /ts/ ~ ts                                                 | c                                                         | edző (=trainer)                                           | Cegléd                                                    |
| /dʒ/ ~ dzj                                                | dzs                                                       | /tʃ/ ~ tsj                                                | cs                                                        | Azerbajdzsán                                              | Csongrád                                                  |
| /ɡ/ ~ *                                                   | g                                                         | /k/ ~ k                                                   | k                                                         | Gödöllő                                                   | Keszthely                                                 |
| /ɟ/ ~ dj                                                  | gy                                                        | /c/ ~ tj                                                  | ty                                                        | Győr                                                      | Újhartyán                                                 |
| /v/ ~ w                                                   | v                                                         | /f/ ~ f                                                   | f                                                         | Veszprém                                                  | Fonyód                                                    |
| /z/ ~ z                                                   | z                                                         | /s/ ~ s                                                   | sz                                                        | Zala                                                      | Szeged                                                    |
| /ʒ/ ~ zj                                                  | zs                                                        | /ʃ/ ~ sj                                                  | s                                                         | Zsámbék                                                   | Sopron                                                    |
| * als in: (en) good, (de) gut                             |                                                           |                                                           |                                                           |                                                           |                                                           |

De uitspraak van de medeklinkers is ongeveer zo als in het Nederlands, behalve bij c, cs, dzs, gy, ly, ny, s, sz, ty, v en zs.
Stemhebbende medeklinkers (zoals b, d, v, z) blijven ook stemhebbend aan het einde van het woord.
Voorbeelden: Een woord als pad = bank wordt dus uitgesproken als /pɒd/ met een /d/ op het eind, en niet als /pat/, zoals men in het Nederlands zou doen.
De woorden: az, ez = dat, dit hebben geen verscherping van de laatste medeklinker zoals in het Nederlands, maar deze moet met een stemhebbende /z/ worden uitgesproken.
De medeklinkers kunnen vrijwel allemaal kort of lang zijn. Korte medeklinkers worden enkel geschreven, maar de lange medeklinkers worden dubbel geschreven en worden ook dubbel lang aangehouden.
| Uitspraak van de Hongaarse medeklinkers volgens het standaard Hongaars | Uitspraak van de Hongaarse medeklinkers volgens het standaard Hongaars | Uitspraak van de Hongaarse medeklinkers volgens het standaard Hongaars | Uitspraak van de Hongaarse medeklinkers volgens het standaard Hongaars           | Uitspraak van de Hongaarse medeklinkers volgens het standaard Hongaars | Uitspraak van de Hongaarse medeklinkers volgens het standaard Hongaars | Uitspraak van de Hongaarse medeklinkers volgens het standaard Hongaars |
| foneem (IPA)                                                           | Hongaarse letter                                                       | Naam                                                                   | Complementaire allofonen (IPA)                                                   | Vergelijk uitspraak                                                    | Opmerkingen | Voorbeelden |
| ---------------------------------------------------------------------- | ---------------------------------------------------------------------- | ---------------------------------------------------------------------- | -------------------------------------------------------------------------------- | ---------------------------------------------------------------------- | --- | --- |
| /b/ⓘ                                                                   | B                                                                      | bé                                                                     |                                                                                  | bij, abdij                                                             | | |
| /ts/ⓘ                                                                  | C                                                                      | cé                                                                     |                                                                                  | tsunami                                                                | | |
| /tʃ/                                                                   | Cs                                                                     | csé                                                                    |                                                                                  | hatsjoe                                                                | | |
| /d/ⓘ                                                                   | D                                                                      | dé                                                                     |                                                                                  | dubbel, edel                                                           | | |
| /dz/ⓘ                                                                  | Dz                                                                     | dzé                                                                    |                                                                                  | -                                                                      | komt niet voor aan het begin van een woord. Wanneer noch na noch voor een medeklinker, dan altijd als een geminaat (dubbelklank). | |
| /dʒ/                                                                   | Dzs                                                                    | dzsé                                                                   |                                                                                  | (en) bridge                                                            | wanneer aan het eind of tussen klinkers (intervocaal), dan meestal als een geminaat | maharadzsa /mɑhɑrɑdʒɑ/ [mɑhɑrɑd͡ʒːɑ] = maharadja bridzs /bridʒ/ [brid͡ʒː] = bridge (het kaartspel) maar: dzsungel /dʒuŋɡɛl/ [d͡ʒuŋɡɛl] = jungle fridzsider /fridʒidɛr/ [frid͡ʒidɛr] ~ coll. vriezer |
| /f/ⓘ                                                                   | F                                                                      | ef                                                                     |                                                                                  | fantasie, tafel                                                        | | |
| /ɡ/ⓘ                                                                   | G                                                                      | gé                                                                     |                                                                                  | (de) : gut, (en) : leg, (fr) : garçon                                  | | |
| /ɟ/ⓘ                                                                   | Gy                                                                     | gyé                                                                    |                                                                                  | Jakarta                                                                | aanduiding /ɟ/ door gy is een overblijfsel van (waarschijnlijk) een Italiaanse schrijfwijze waarbij getracht wordt het Hongaarse geluid weer te geven. dy zou een meer consistente notatie zijn in het licht van ty, ny, ly (zie aldaar), als de y bij deel van digrafen laat het bij de Hongaarse schrijfwijze palatalisatie (verschuiving richting gehemelte) zien. | |
| /h/                                                                    | H                                                                      | há                                                                     | [ɦ]ⓘ                                                                             | help                                                                   | wanneer tussen klinkers. | |
| /h/                                                                    | H                                                                      | há                                                                     | [∅]                                                                              | -                                                                      | wanneer aan het eind van een woord dan gewoonlijk niet uitgesproken | méh /meː/ = bij, cseh /tʃɛ/ = Tsjech, Tsjechisch |
| /h/                                                                    | H                                                                      | há                                                                     | [x]ⓘ                                                                             | lach                                                                   | zelden aan het eind van een woord | doh = vochtigheid, MÉH ~ een metaalrecyclingbedrijf |
| /h/                                                                    | H                                                                      | há                                                                     | [ç]ⓘ                                                                             | ah!                                                                    | | soms als in ihlet = inspiratie |
| /j/ⓘ                                                                   | J                                                                      | jé                                                                     | [ç], [ʝ]                                                                         | jou, ja                                                                | allofonen komen voor wanneer /j/ voorkomt na een medeklinker; (niet uitgesproken na niet uitgesproken medeklinkers, uitgesproken na uitgesproken medeklinkers). | férj = echtgenoot, kapj! = pak!/vang! (gebiedende wijs)' |
| /k/ⓘ                                                                   | K                                                                      | ká                                                                     |                                                                                  | kus, zwak                                                              | | |
| /l/ⓘ                                                                   | L                                                                      | el                                                                     |                                                                                  | blad, lijst                                                            | | |
| /j/ⓘ                                                                   | Ly                                                                     | ely, el ipszilon                                                       |                                                                                  | mooi, gooien, yoghurt                                                  | orthografische traditie. Ooit /ʎ/, nu /j/ in standaard Hongaars. | |
| /m/ⓘ                                                                   | M                                                                      | em                                                                     |                                                                                  | mond, amen                                                             | | |
| [n]ⓘ                                                                   | N                                                                      | en                                                                     | [ŋ]ⓘ                                                                             | dun, lang                                                              | allofoon voor /k/, /ɡ/ | [ŋɡ] in láng = vlam, [ŋk] in bank = bank |
| /ɲ/ⓘ                                                                   | Ny                                                                     | eny                                                                    |                                                                                  | anjer, (en) : new (in BE, niet in AE)                                  | | |
| /p/ⓘ                                                                   | P                                                                      | pé                                                                     |                                                                                  | peer, open                                                             | | |
| /kv/                                                                   | (Q)                                                                    | kú                                                                     |                                                                                  |                                                                        | Q komt alleen voor als deel van de digraaf qu in vreemde woorden, oorspronkelijk gespeld met qu woorden worden tegenwoordig gewoonlijk gespeld met k+v | Aquincum [ɑkviŋkum] (naam van een oude Romeinse nederzetting op de huidige plaats Óbuda). (akvarell = aquarel, kvint = kwint)                                                                   |
| /r/ⓘ                                                                   | R                                                                      | er                                                                     |                                                                                  | aar, radio (tong-r), (es) R: sombrero                                  | ook genoemd apical trill, omdat deze uitgesproken wordt door trilling van de punt van de tong en niet velaar. | |
| /ʃ/ⓘ                                                                   | S                                                                      | es                                                                     |                                                                                  | tasje                                                                  | in het Hongaars wordt /s/ vertegenwoordigd door sz. | |
| /s/ⓘ                                                                   | Sz                                                                     | esz                                                                    |                                                                                  | soms                                                                   | (de) : de ligatuur ß = s+z. | |
| /t/ⓘ                                                                   | T                                                                      | té                                                                     |                                                                                  | tol, betalen                                                           | | |
| /c/ⓘ                                                                   | Ty                                                                     | tyé                                                                    |                                                                                  | bootje                                                                 | | |
| /v/ⓘ                                                                   | V                                                                      | vé                                                                     |                                                                                  | water, bouwen                                                          | | |
| /v/ⓘ                                                                   | (W)                                                                    | dupla vé                                                               | komt alleen voor in vreemde woorden en in Hongaarse aristocratische achternamen. | water, bouwen                                                          | Voorbeeld: Weöres | |
| /ks/                                                                   | (X)                                                                    | iksz                                                                   |                                                                                  | examen, extra                                                          | komt alleen voor in leenwoorden en alleen bij betekenis? /ks/; [ɡz] wordt geschreven | extra, Alexandra, maar egzakt 'exact', egzotikus 'exotisch'. |
| /z/ⓘ                                                                   | Z                                                                      | zé                                                                     |                                                                                  | zalm, deze                                                             | | lazac = zalm; ez = deze, dit |
| /ʒ/ⓘ                                                                   | Zs                                                                     | zsé                                                                    |                                                                                  | journaal                                                               | | |

## Ontronding
Ontronding is een verschijnsel dat optreedt bij uitgangen met een beginklinker. Het houdt in dat de beginklinker van de uitgang verschuift van een hogere naar een lagere klinker zoals ö → e of o → a;, maar -e blijft gelijk. Een dergelijke ontronding vindt onder andere plaats bij:
- achter een groot aantal zelfstandige naamwoorden, waarvan veel ook een alternerende stam hebben
voorbeeld: madár = vogel → madarak (meervoud) = vogels (en niet met de uitgang -ok)
- vrijwel alle zelfstandig gebruikte bijvoeglijke naamwoorden (uitzondering: nagy = groot)
voorbeelden: piros = rood → A pirosat (accusatief) kérem = De rode wil ik; vörös = rood → Iszom egy vöröset (accusatief) = Ik drink een rode.
- achter sommige zelfstandig gebruikte telwoorden (die in het Hongaars tot de naamwoorden worden gerekend)
voorbeelden: három = drie → hármat (accusatief) látok = ik zie er drie

 Drie-harmonische uitgang  zijn er in twee typen.
1. Er zijn  drie-harmonische uitgangen  met een onveranderlijke uitgang, zoals: -hoz/-hez/-höz (allatief) = naar, -szor/-szer/-ször (multiplicatief) = -maal.
2. De talrijke uitzonderingen daarop zijn de  drie-harmonische uitgangen  met instabiele beginklinker. Deze uitgang kan wijzigen achter stam die verlagend is tot  twee-harmonische vorm , of de instabiele beginklinker kan vervallen als de niet-verlagende stam een eindklinker heeft. De instabiele beginklinker van de uitgang wordt in de meeste gevallen verlaagd na een verlagende stam, zoals bij sommige bezitsuitgangen, de uitgangen voor het accusatief (lijdend voorwerp) en de uitgangen voor het meervoud. Dit komt onder andere voor bij:

- bezitsachtervoegsels al -om/-em/-öm (1ste persoon enkelvoud) = mijn, dit wordt achter een verlagende stam: -am/-em; en achter een klinker: -m; -otok/-etek/-ötök (2de persoon meervoud) = jullie, dit wordt achter een verlagende stam: -atok/-etek; en achter een klinker: -tok/-tek/-tök
- -ot/-et/-öt (accusatief), dit wordt achter een verlagende stam: -at/-et; en achter een klinker en bepaalde medeklinkers: -t
- -ok/-ek/-ök (meervoud), dit wordt achter een verlagende stam: -ak/-ek; en achter een klinker: -k

Voorbeeld standaard: barát = vriend → barátom = mijn vriend, barátotok = jullie vriend
Voorbeeld verlagende stam: madár = vogel → madarat = vogel (accusatief) (en niet met de uitgang -t)
De instabiele beginklinker wordt slechts zelden niet verlaagd na een verlagende stam, zoals bij: -on/-en/-ön (superessief) = op, zoals achter een verlagende stam; echter achter een eindklinker van de stam vervalt de beginklinker van de uitgang: -n .
Let op: Vaak wordt de instabiele beginklinker van uitgangen bindvocaal genoemd, waarbij de verkorte vorm van de uitgang wordt gegeven. Deze "bindvocaal" is dan -o-, -e-, -ö- of -a- of afwezig.

## Uitgang met -v
Er zijn enkele met een -v beginnende naamvalsuitgangen, waarvan de beginmedeklinker assimileert met de eindklinker van het woord waarachter deze wordt geplaatst. Deze assimilatie wordt weergegeven in het schrift. Als er een eindklinker is, blijft de -v staan. Dit is onder andere het geval bij de instrumentalis heeft de vormen -val/-vel = met, waarbij de -v wordt aangepast aan de eind-medeklinker.
Voorbeelden: macka = kat → macskával = met de kat, ablak = raam → ablakkal = met het raam.

## Assimilatie
| Regressieve assimilatie bij medeklinkers                      | Regressieve assimilatie bij medeklinkers                      |
| klankhebbend → klankloos                                      | klankloos → klankhebbend                                      |
| ------------------------------------------------------------- | ------------------------------------------------------------- |
| b → p d → t dz → c dzs → cs g → k gy → ty v → f z → sz zs → s | c → dz cs → dzs f → v k → g p → b sz → z s → zs t → d ty → gy |

Assimilatie is het taalkundige proces waarbij een klanksegment (vaak een medeklinker) gedeeltelijk of volledig gelinkt wordt aan een naburige klank. Medeklinkers kunnen veranderen van klankhebbend naar klankloos of omgekeerd op grond van de erop volgende medeklinker. Dit heet regressieve assimilatie. De uitspraak van klankhebbende obstruenten verandert naar die van de klankloze tegenhanger als deze gevolgd wordt door een klankloze obstruent (c, cs, f, h, k, p, s, sz, t, ty). Omgekeerd kan een medeklinker kan veranderen van klankloos naar klankhebbend of omgekeerd op grond van de erop volgende medeklinker.
De uitspraak van klankloze obstruenten verandert naar die van de klankhebbende tegenhanger als deze gevolgd wordt door een klankhebbende obstruent (b, d, dz, dzs, g, gy, v, zs, z)
Lange medeklinkers worden kort uitgesproken als ze gevolgd worden door, of vooraf worden gegaan door nog een medeklinker.
Voorbeeld: meggyben = in een morel wordt uitgesproken alsof er stond: megyben
Assimilatie van sz of van s kan optreden als deze volgen op t, d, ty of gy.
1. Als de t, d, ty of gy worden gevolgd door sz, dan wordt de uitspraak alsof er c stond.
Voorbeeld: négyszer = vier maal wordt uitgesproken alsof er stond: nécer
2. Als de t, d, ty of gy worden gevolgd door s, dan wordt de uitspraak alsof er cs stond.
Voorbeeld: fáradság = vermoeidheid wordt uitgesproken alsof er stond fáracság

De j wordt geassimileerd als d, gy,n, ng, t en ty gevolgd worden door een j.
Voorbeelden: látja = zij ziet (het) wordt uitgesproken als látya; adja = zij geeft (het) wordt uitgesproken als agya
Als de j volgt op een l wordt deze laatste nauwelijks uitgesproken en klinkt het als jj.
Voorbeeld: Üljön le! = Gaat u zitten!
Als de n wordt uitgesproken als m als deze voorafgaat aan p, b of m.
Voorbeeld: színben = in kleur wordt meer uitgesproken als szímben.